# پادشاهی یزدگرد شهریار
«پادشاهیِ یزدگرد شهریار» واپسین داستانِ شاهنامهٔ فردوسی است که به حمله اعراب به ایران و سقوطِ شاهنشاهی ساسانیان می‌پردازد.

## داستان
یزدگرد به شاهی می‌رسد و عمر سعد وقّاص را به جنگ ایران می‌فرستد. پس یزدگرد رستم پور هرمزان را با لشکری به مقابله‌اش می‌فرستد. رستم در احوال ستارگان دقّت می‌کند و شکست ایران را پیشبینی می‌کند و در نامه‌ای به برادرش، فرخزاد هرمز، می‌گوید. نامه‌ای نیز به سعد می‌فرستد که جنگ شاهان نجوید و به بهرهٔ خویش بسنده کند. سعد در پاسخ گروندگان به اسلام را نوید بهشت می‌دهد و از راه و رسم آیین محمّدی سخن می‌گوید. سرداران سازش نمی‌کنند و جنگ آغاز می‌شود. سعد در نبردِ تن به تن رستم را می‌کشد. تازیان پیش می‌رانند و در جنگی دیگر سپاهیان فرخزاد هرمز را شکست می‌دهند. فرخزاد در بغداد به یزدگرد می‌گوید که به دیلم و ساری بگریزد؛ ولی یزدگرد راهِ خراسان در پیش می‌گیرد تا آنجا هوادار گردآورد و با تازیان جنگ کند. پس یزدگرد نامه‌ای به ماهوی سوری می‌فرستد و نامه‌ای دیگر به مرزبانان طوس. ماهو در مرو به پیشواز یزدگرد می‌آید و فرخزاد به ری بازمی‌گردد و یزدگرد را به ماهو می‌سپارد. ماهو خیانت می‌کند و نامه‌ای به سمرقند نزد بیژن می‌فرستد که یزدگرد در مرو است و او می‌تواند لشکر کشد و یزدگرد و ایران را بگیرد. بیژن برسام را با لشکری به مرو گسیل می‌کند. یزدگرد با سپاه ترکان که از بخارا به مرو می‌رسد جنگ می‌کند و ماهو پشتش را خالی می‌کند. یزدگرد می‌گریزد و به آسیایی می‌رسد. آسیابانِ خسرونام پناهش می‌دهد و به نان و کشکی مهمانش می‌کند و به فرمان او، که نمی‌داند یزدگرد است، پیِ برسم می‌رود. مردان ماهو به چنگش می‌آورند و او به ماهو می‌گوید که برسم را برای مردی چنین و چنان می‌خواهد که در آسیایش پناه گرفته. ماهو درمی‌یابد که آن مرد یزدگرد است و به آسیابان فرمان می‌دهد که بکشدش. موبدان پندش می‌دهند که شاه ایران را نکشد، ولی ماهو پند نمی‌پذیرد. آسیابان به اکراه می‌رود و شاه را می‌کشد. مردانِ ماهو در پی می‌روند و جامه‌های شاهی را از برِ کشته بیرون می‌کشند و تن شاه را به آب می‌افکنند. ماهو به شاهی برمی‌نشیند و با بیژن می‌جنگد و فرومی‌افتد.